# Нью-Йорк (футбольний клуб)
«Нью-Йорк» (англ. Football Club New York) — колишній американський футбольний клуб з Квінзу, Нью-Йорк. Заснований в 2009 році, до 2011 року команда виступала в Національному Дивізіоні USL, третьому за силою футбольному чемпіонаті США. Провівши один сезон в USL Pro, в 2012 році виступала в Національній Прем'єр-Лізі Соккеру.
Домашні матчі команда проводила на стадіоні «Белсон» Університету св. Джона в Джамейці, районі Квінз міста Нью-Йорк. У формі клуб використовував жовтий та небесно-блакитний кольори, тренував команду колишній гравець лондонського «Арсеналу» Пол Шоу, після того як у відставку подав колишній тренер клубу, Метта Вестона.

## Відомі гравці
- Ілія Столиця
- Кріс Мегалудіс